# Observatori de Ginebra
Observatoire de Genève (en alemany Sternwarte Genf, en català Observatori de Ginebra) és un observatori astronòmic a Sauverny en el municipi de Versoix, Cantó de Ginebra, Suïssa. Ha participat activament a descobrir exoplanetes, en fotometria estel·lar, en els models d'evolució estel·lar, i ha participat en les missions de l'Agència Espacial Europea: Hipparcos, INTEGRAL, Gaia i Planck.
Opera el telescopi Leonhard Euler d'1,2 metres a La Silla, així com el telescopi Mercator, en col·laboració amb la Universitat Catòlica de Lovaina, de Bèlgica. Aquest segon telescopi, bessó del primer, es troba en l'Observatori del Roque de los Muchachos, a l'illa canària de la Palma.
En cooperació amb la Universitat de Lieja recolza el TRAPPIST, un telescopi de 0,6 m que va ajudar a demostrar que Eris era més petit que Plutó en 2010. El programa també observa les estrelles i tractar de buscar exoplanetes.